# Françoise Cactus

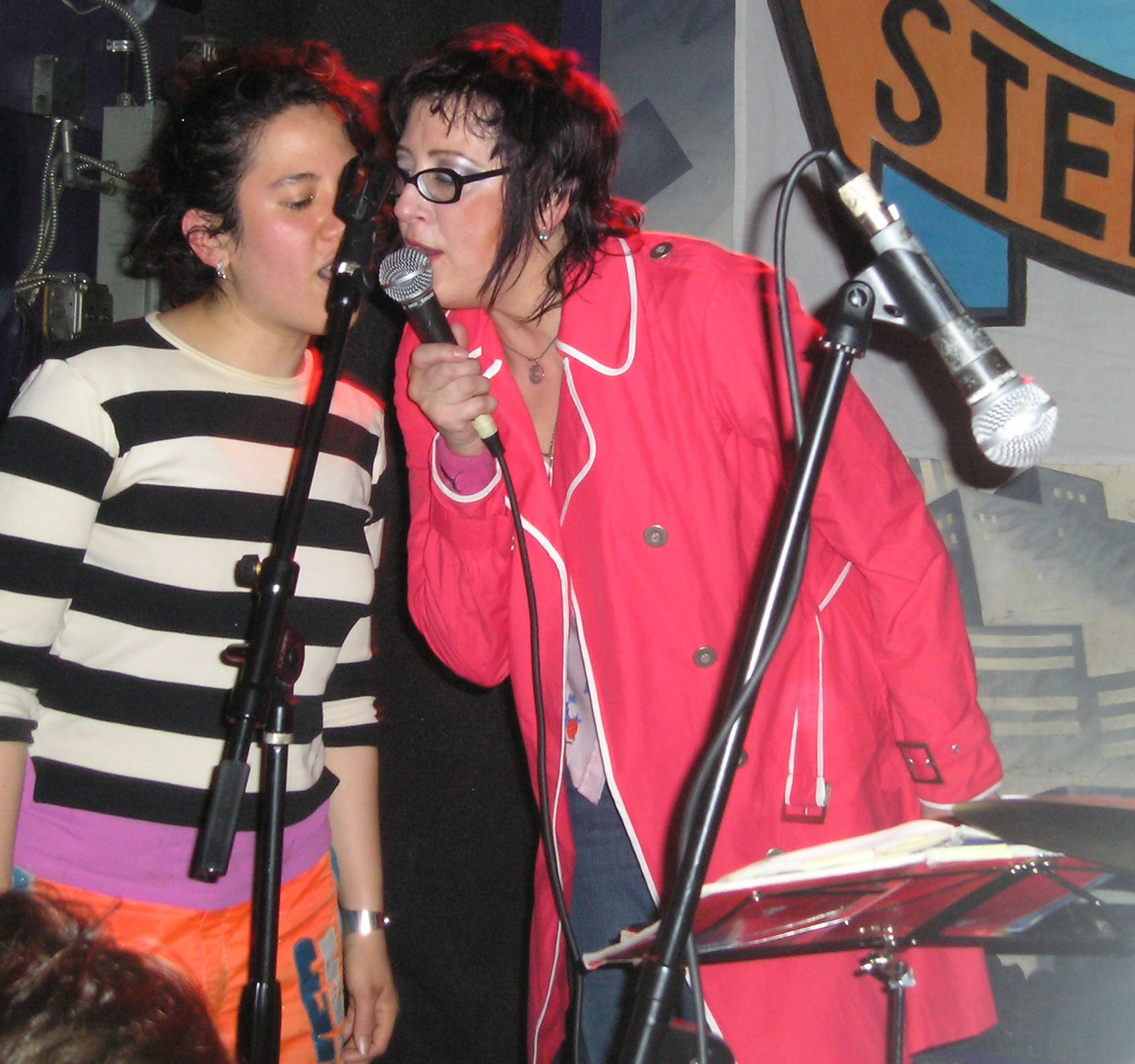
Françoise Cactus (im Bild rechts) für Stereo Total im Duett mit Jenine, 2005

Françoise Cactus (Aussprache [fʁɑ̃ˈswaz kakˈtys], * 5. Mai 1964 in Villeneuve-l’Archevêque, Burgund, Frankreich; † 17. Februar 2021 in Berlin, Deutschland, bürgerlich Françoise van Hove) war eine deutsch-französische Autorin, Musikerin und Zeichnerin.

## Leben
Anlässlich der Veröffentlichung ihres Buchs Oh Oh Mythomanie. Erlebtes, Erinnertes & Erlogenes. schrieb ihr Lebensgefährte Brezel Göring zu ihrem Geburtsdatum: „Noch ein Wort zum Titel. Laut Wikipedia ist der 5. Mai 2024 Françoises 60. Geburtstag. Stimmt aber gar nicht! Die hat so viel gelogen über ihr wahres Alter, dass der Titel des Buches Oh Oh Mythomanie auch diesbezüglich treffend ist.“
Françoise Cactus wuchs mit drei Geschwistern in Villeneuve-l’Archevêque auf. Sie studierte in Besançon und Paris und verbrachte während ihres Studiums ein Jahr in Husum. In Norwegen lernte sie 1985 einen Berliner kennen, dem sie kurze Zeit später nach Berlin folgte. Dort bewegte sie sich in der Hausbesetzerszene. Sie gründete in den 1980er Jahren die Band Lolitas und 1993 mit Brezel Göring Stereo Total, wo sie sang und Schlagzeug spielte. Mit ihrer Band tourte sie durch die USA, Japan und Russland.
Neben Musik schrieb Françoise Cactus mehrere Bücher und Hörspiele, sie stellte außerdem Zeichnungen und Objekte aus. Eines ihrer Objekte namens Wollita, eine lebensgroße gehäkelte Puppe, wurde im April 2004 von den Boulevardzeitungen Bild und B.Z. als Beleg einer „Kinderpornoausstellung“ im Kunstraum Kreuzberg/Bethanien über 20 Mal im Laufe von zwei Wochen abgebildet. Thema der Ausstellung mit dem Titel When Love turns to Poison war die Beschäftigung mit den Schattenseiten von Sexualität und damit auch mit dem Thema sexuelle Gewalt. Als Reaktion auf die Medienkampagne verfasste Françoise Cactus mit Wolfgang Müller von Die Tödliche Doris das Buch Wollita – vom Wollknäuel zum Superstar. Die Biographie, das im Oktober 2005 inklusive einer CD erschien. Den Aufruf „Wollita (18) muss den B.Z.-Kulturpreis bekommen!“ unterzeichneten über 250 Künstler und Kunstvermittler.
Cactus und Brezel Göring gehören zu den Protagonisten der Dokumentation Wir werden immer weitergehen von George Lindt und Ingolf Rech, in der Berliner Indie-Größen zwischen 2000 und 2010 porträtiert werden.
Von 1986 bis Mitte der 1990er Jahre war sie Layouterin bei der taz. Ab 2016 moderierte sie einmal im Monat auf Radio Eins Die Sendung bzw. später Das musikalische Universum von Françoise Cactus (Eine Französin à Berlin).
Cactus starb im Februar 2021 in ihrer langjährigen Wahlheimat Berlin im Alter von 56 Jahren an Brustkrebs. Zuvor hatte sie ab 1999 an einer Autoimmunerkrankung und einer Lungenkrankheit gelitten, weshalb sie sich zeitweise kaum bewegen konnte und Atemprobleme hatte. Außerdem erlitt sie nacheinander einen Riss der Netzhaut in beiden Augen, was ihre Sehkraft einschränkte. Sie ist auf dem Alten St.-Matthäus-Kirchhof im Berliner Ortsteil Schöneberg begraben.

## Werke/Ausstellungen
- Autobigophonie. Schmitz, Kassel 1997, ISBN 3-927795-26-7.
- Abenteuer einer Provinzblume. Rowohlt, 1999, ISBN 3-499-20950-0.
- Zitterparties. Rowohlt, 2000 ISBN 3-499-20994-2.
- Neurosen zum Valentinstag. Geschichten Rowohlt, 2004, ISBN 3-87134-499-0.
- When Love turns to Poison. Kontroverse Kunstausstellung zu den Themen Liebe und Sexualität in Berlin, Berlin-Kreuzberg 2004.
- Wollita – vom Wollknäuel zum Superstar (Co-Autor Wolfgang Müller). Schmitz, Berlin 2005, ISBN 3-927795-40-2.
- Häkeldiven und Starletten. Ausstellung mit Performance in der Galerie Crystal Ball, Berlin 2009.[12]
- Fuck Your Selfie #4, das Portraitsalon Festival, c/o Crystal Ball, Berlin 2018.[13]
- Dawn of the Dorks (Kurzfilm 2006, Gastauftritt)
- Oh Oh Mythomanie. Erlebtes, Erinnertes & Erlogenes. Ventil Verlag, Berlin 2024, ISBN 3-95575-225-9.

## Hörspiele
- 2004: Autobigophonie, Realisation: Brezel Göring, Françoise Cactus, Komposition: Brezel Göring; BR, ISBN 3-927795-41-0.
- 2006: Armand & Bruno, Andreas Dorau, Khan, Max Müller, Ghostigital, Mouse on Mars, Mutter, Namosh, Stereo Total, Trabant, Úlfur Hródólfsson, Walther von Goethe Quartett, Wollita, Wolfgang Müller: Das Dieter Roth oRchester spielt kleine wolken, typische Scheiße und nie gehörte musik, Realisation und Komposition: Andreas Dorau, Ghostigital, Khan, Namosh, Mouse On Mars, Max Müller, Stereo Total, Trabant, Wolfgang Müller; BR, ISBN 978-3-939444-01-5.
- 2007: Stereo Total: Patty Hearst – Princess and Terrorist, Realisation und Komposition: Stereo Total; BR, ISBN 978-3-943157-40-6.
- 2008: Wolfgang Müller: Séance Vocibus Avium, Regie: der Autor, Mitwirkung als Sprecherin; BR. Karl-Sczuka-Preis 2009. ISBN 978-3-943157-48-2.
- 2012: Bruno Schönlank, John Birke, Oliver Augst: Stadt der tausend Feuer, Regie: Oliver Augst, Mitwirkung als Sprecherin, Sängerin; HR/SWR.
- 2014: Oliver Augst, John Birke: Alle Toten 1914, Regie: die Autoren, Mitwirkung als Sprecherin, Sängerin, Musikerin; DLF Kultur/RBB/HR/Volksbühne Berlin.
- 2018: Oliver Augst: Kurt Weill jagt Fantômas Musical mit Liedern von Kurt Weill. Regie: der Autor, Komposition: Alexandre Bellenger, Bühnentext zusammen mit Brezel Göring[14]; RBB/France Culture.[15]
- 2018: Mariola Brillowska: Institut Elektra – Der große Showdown zwischen Töchtern und Müttern, Regie: die Autorin, Komposition: Brezel Göring und Stereo Total. Mitwirkung in der Doppelrolle als Marlene Dietrich und ihrer Tochter; WDR.
- 2019: Sophie Calle: True Stories, Bearbeitung, Regie und Komposition: Ulrike Haage, Mitwirkung als Sprecherin; BR.
- 2020: Oliver Augst, Brezel Göring, Françoise Cactus: Lou Reed in Offenbach, Regie: Oliver Augst, Komposition: Oliver Augst, Brezel Göring; HR.

## Auszeichnungen
- 1999: Eule des Monats
- 2006: Hörspiel des Monats Juni für Das Dieter Roth oRchester spielt kleine wolken, typische Scheiße und nie gehörte musik

## Veröffentlichungen
- Oh Oh Mythomanie. Erlebtes, Erinnertes & Erlogenes. Textsammlung aus dem Nachlass. Ventil Verlag, Mainz 2024, ISBN 978-3955752255.